# Zwemmen op de Europese Spelen 2015
Zwemmen is een van de sporten die beoefend werden tijdens de Europese Spelen 2015 in Bakoe, Azerbeidzjan van 23 tot en met 27 juni.
Alle zwemmers behoorden tot de juniorencategorie. Jongens 17 en 18 jaar en meisjes 15 en 16 jaar.

## Programma
| juni 2015 | za 13 | zo 14 | ma 15 | di 16 | wo 17 | do 18 | vr 19 | za 20 | zo 21 | ma 22 | di 23 | wo 24 | do 25 | vr 26 | za 27 | zo 28 | Tot. |
| --------- | ----- | ----- | ----- | ----- | ----- | ----- | ----- | ----- | ----- | ----- | ----- | ----- | ----- | ----- | ----- | ----- | ---- |
| Zwemmen   |       |       |       |       |       |       |       |       |       |       | 7     | 8     | 9     | 7     | 11    |       | 42   |

## Medailles

### Mannen
| Onderdeel            | Goud                                                                         | Goud     | Zilver                                                                        | Zilver   | Brons                                                                         | Brons    |
| -------------------- | ---------------------------------------------------------------------------- | -------- | ----------------------------------------------------------------------------- | -------- | ----------------------------------------------------------------------------- | -------- |
| Vrije slag           |                                                                              |          |                                                                               |          |                                                                               |          |
| 50 m                 | Ziv Kalontarov Israël                                                        | 22,16    | Giovanni Izzo Italië                                                          | 22,51    | Aleksej Brjanski Rusland                                                      | 22,69    |
| 100 m                | Duncan Scott Verenigd Koninkrijk                                             | 49,43    | Alessandro Miressi Italië                                                     | 50,03    | Vladislav Kozlov Rusland                                                      | 50,11    |
| 200 m                | Duncan Scott Verenigd Koninkrijk                                             | 1.48,55  | Cameron Kurle Verenigd Koninkrijk                                             | 1.48,92  | Elisei Stepanov Rusland                                                       | 1.49,64  |
| 400 m                | Paul Hentschel Duitsland                                                     | 3.52,43  | Dimitrios Dimitriou Griekenland                                               | 3.52,57  | Ernest Maksoemov Rusland                                                      | 3.52,65  |
| 800 m                | Nicholas D'Oriano Frankrijk                                                  | 7.59,87  | Marcos Rodriguez Mesa Spanje                                                  | 8.01,73  | Henning Muehlleitner Duitsland                                                | 8.04,33  |
| 1500 m               | Nicholas D'Oriano Frankrijk                                                  | 15.13,31 | Ernest Maksoemov Rusland                                                      | 15.13,90 | Marc Hinawi Israël                                                            | 15.25,63 |
| Rugslag              |                                                                              |          |                                                                               |          |                                                                               |          |
| 50 m                 | Filipp Sjopin Rusland                                                        | 25,40    | Marek Ulrich Duitsland                                                        | 25,44    | Andrij Chlopsov Oekraïne                                                      | 25,71    |
| 100 m                | Luke Greenbank Verenigd Koninkrijk                                           | 54,76    | Filipp Sjopin Rusland                                                         | 54,81    | Marek Ulrich Duitsland                                                        | 55,35    |
| 200 m                | Luke Greenbank Verenigd Koninkrijk                                           | 1.56,89  | Mikita Tsymyh Wit-Rusland                                                     | 1.59,46  | Roman Larin Rusland                                                           | 1.59,60  |
| Schoolslag           |                                                                              |          |                                                                               |          |                                                                               |          |
| 50 m                 | Andrius Sidlauskas Litouwen                                                  | 27,81    | Nikola Obrovac Kroatië                                                        | 27,89    | Tobias Bjerg Denemarken                                                       | 28,04    |
| 100 m                | Anton Tsjoepkov Rusland                                                      | 1.00,65  | Andrius Sidlauskas Litouwen                                                   | 1.01,42  | Charlie Attwood Verenigd Koninkrijk                                           | 1.01,71  |
| 200 m                | Anton Tsjoepkov Rusland                                                      | 2.10,85  | Kiril Mordasjev Rusland                                                       | 2.12,94  | Luke Davies Verenigd Koninkrijk                                               | 2.13,45  |
| Vlinderslag          |                                                                              |          |                                                                               |          |                                                                               |          |
| 50 m                 | Andrij Chloptsov Oekraïne                                                    | 23,92    | Pawel Sendyk Polen                                                            | 23,97    | Danila Pachomov Rusland                                                       | 24,02    |
| 100 m                | Danila Pachomov Rusland                                                      | 52,72    | Alberto Lozano Spanje                                                         | 52,78    | Danila Antipov Rusland                                                        | 53,36    |
| 200 m                | Danila Pachomov Rusland                                                      | 1.57,04  | Gianco Carini Italië                                                          | 1.57,46  | Matthias Marsau Frankrijk                                                     | 1.58,96  |
| Wisselslag           |                                                                              |          |                                                                               |          |                                                                               |          |
| 200 m                | Steffan Sebastian Oostenrijk                                                 | 2.01,39  | Jarvis Parkinson Verenigd Koninkrijk                                          | 2.01,94  | Martyn Walton Verenigd Koninkrijk                                             | 2.02,24  |
| 400 m                | Nikolaj Sokolov Rusland                                                      | 4.19,44  | Igor Balyberdin Rusland                                                       | 4.20,80  | Karol Zbutowicz Polen                                                         | 4.22,22  |
| Vrije slag estafette |                                                                              |          |                                                                               |          |                                                                               |          |
| 4×100 m              | Verenigd Koninkrijk Duncan Scott Martyn Walton Daniel Speers Cameron Kurle   | 3.19,38  | Italië Alessandro Miressi Giovanni Izzo Ivano Vendrame Alessandro Bori        | 3.20,19  | Rusland Vladislav Kozlov Aleksej Brjanski Elisei Stepanov Igor Sjadrin        | 3.20,22  |
| 4×200 m              | Rusland Aleksandr Prokofev Nikolaj Snegirev Ernest Maksoemov Elisei Stepanov | 7.16,08  | Verenigd Koninkrijk Duncan Scott Martyn Walton Kyle Chisholm Cameron Kurle    | 7.19,36  | Duitsland Paul Hentschel Henning Muehlleitner Konstantin Walter Moritz Brandt | 7.20,77  |
| Wisselslagestafette  |                                                                              |          |                                                                               |          |                                                                               |          |
| 4×100 m              | Rusland Filipp Sjopin Anton Tsjoepkov Danila Pachomov Vladislav Kozlov       | 3.36,38  | Verenigd Koninkrijk Luke Greenbank Charlie Attwood Duncan Scott Martyn Walton | 3.39,01  | Polen Jakub Daniel Skierka Jacek Janusz Arentewicz Michal Chudy Pawel Sendyk  | 3.39,31  |

### Vrouwen
| Onderdeel            | Goud                                                                                    | Goud     | Zilver                                                                              | Zilver   | Brons                                                                                  | Brons    |
| -------------------- | --------------------------------------------------------------------------------------- | -------- | ----------------------------------------------------------------------------------- | -------- | -------------------------------------------------------------------------------------- | -------- |
| Vrije slag           |                                                                                         |          |                                                                                     |          |                                                                                        |          |
| 50 m                 | Maria Kameneva Rusland                                                                  | 25,23    | Marrit Steenbergen Nederland                                                        | 25,27    | Julie Jensen Denemarken                                                                | 25,41    |
| 100 m                | Marrit Steenbergen Nederland                                                            | 53,97    | Arina Openysjeva Rusland                                                            | 54,45    | Maria Kameneva Rusland                                                                 | 55,19    |
| 200 m                | Arina Openysjeva Rusland                                                                | 1.58,22  | Marrit Steenbergen Nederland                                                        | 1.58,99  | Leonie Kullmann Duitsland                                                              | 1.59,77  |
| 400 m                | Arina Openysjeva Rusland                                                                | 4.08,91  | Leonie Kullmann Duitsland                                                           | 4.12,16  | Anastasia Kirpitsjnikova Rusland                                                       | 4.13,13  |
| 800 m                | Holly Hibbott Verenigd Koninkrijk                                                       | 8.39,02  | Anastasia Kirpitsjnikova Rusland                                                    | 8.39,73  | Marina Castro Spanje                                                                   | 8.45,51  |
| 1500 m               | Sveva Schiazzano Italië                                                                 | 16.40,17 | Janka Juhász                                                                        | 16.40,39 | Marina Castro Spanje                                                                   | 16.46,16 |
| Rugslag              |                                                                                         |          |                                                                                     |          |                                                                                        |          |
| 50 m                 | Caroline Pilhatsch Oostenrijk                                                           | 28,60    | Pauline Mahieu Frankrijk                                                            | 28,70    | Maria Kameneva Rusland                                                                 | 28,77    |
| 100 m                | Polina Jegorova Rusland                                                                 | 1.01,19  | Maria Kameneva Rusland                                                              | 1.01,23  | Pauline Mahieu Frankrijk                                                               | 1.01,34  |
| 200 m                | Polina Jegorova Rusland                                                                 | 2.11,23  | Maxine Wolters Duitsland                                                            | 2.11,38  | Maryna Kolesynkova Oekraïne                                                            | 2.11,91  |
| Schoolslag           |                                                                                         |          |                                                                                     |          |                                                                                        |          |
| 50 m                 | Maria Astasjkina Rusland                                                                | 31,58    | Laura Kelsch Duitsland                                                              | 31,87    | Nolweinn Herve Frankrijk                                                               | 32,08    |
| 100 m                | Maria Astasjkina Rusland                                                                | 1.07,71  | Giulia Verona Italië                                                                | 1.08,61  | Darja Tsjikoenova Rusland                                                              | 1.09,02  |
| 200 m                | Maria Astasjkina Rusland                                                                | 2.23,61  | Giulia Verona Italië                                                                | 2.25,91  | Layla Black Verenigd Koninkrijk                                                        | 2.27,61  |
| Vlinderslag          |                                                                                         |          |                                                                                     |          |                                                                                        |          |
| 50 m                 | Polina Jegorova Rusland                                                                 | 26,82    | Caroline Pilhatsch Oostenrijk                                                       | 27,18    | Julie Jensen Denemarken                                                                | 27,19    |
| 100 m                | Polina Jegorova Rusland                                                                 | 59,36    | Amelia Clynes Verenigd Koninkrijk                                                   | 1.00,22  | Ilketra Varvara Lebl Griekenland                                                       | 1.00,54  |
| 100 m                | Polina Jegorova Rusland                                                                 | 59,36    | Amelia Clynes Verenigd Koninkrijk                                                   | 1.00,22  | Laura Stephens Verenigd Koninkrijk                                                     | 1.00,54  |
| 200 m                | Julia Mrozinski Duitsland}                                                              | 2.11,19  | Elisa Scrapa Vidal Italië                                                           | 2.12,27  | Boglarka Bonecz Hongarije                                                              | 2.12,42  |
| Wisselslag           |                                                                                         |          |                                                                                     |          |                                                                                        |          |
| 200 m                | Maxine Wolters Duitsland                                                                | 2.13,37  | Ilaria Cusinato Italië                                                              | 2.13,78  | Abbie Wood Verenigd Koninkrijk                                                         | 2.14,49  |
| 400 m                | Abbie Wood Verenigd Koninkrijk                                                          | 4.41,97  | Ilaria Cusinato Italië                                                              | 4.44,01  | Anja Crevar Servië                                                                     | 4.45,84  |
| Vrije slag estafette |                                                                                         |          |                                                                                     |          |                                                                                        |          |
| 4×100 m              | Rusland Arina Openysjeva Vasilissa Boeianaia Olesja Tsjerniatina Maria Kameneva         | 3.43,63  | Nederland Pien Schravesande Frederique Janssen Laura van Engelen Marrit Steenbergen | 3.44,10  | Verenigd Koninkrijk Darcy Deakin Madeleine Crompton Hannah Featherstone Georgia Coates | 3.45,80  |
| 4×200 m              | Rusland Anastasia Kirpitsjnikova Arina Openysjeva Olesja Tsjerniatina Irina Krivonogova | 8.03,45  | Nederland Laura van Engelen Frederique Janssen Marieke Tienstra Marrit Steenbergen  | 8.04,65  | Verenigd Koninkrijk Hannah Featherstone Darcy Deakin Holly Hibbott Georgia Coates      | 8.04,84  |
| Wisselslagestafette  |                                                                                         |          |                                                                                     |          |                                                                                        |          |
| 4×100 m              | Rusland Maria Kameneva Maria Astasjkina Polina Jegorova Arina Openysjeva                | 4.03,22  | Nederland Iris Tjonk Tes Schouten Josien Wijkhuijs Marrit Steenbergen               | 4.07,99  | Verenigd Koninkrijk Rebecca Sherwin Layla Black Amelia Clynes Georgia Coates           | 4.09,10  |

### Gemengd
| Onderdeel            | Goud                                                                     | Goud    | Zilver                                                                          | Zilver  | Brons                                                                        | Brons   |
| -------------------- | ------------------------------------------------------------------------ | ------- | ------------------------------------------------------------------------------- | ------- | ---------------------------------------------------------------------------- | ------- |
| Vrije slag estafette |                                                                          |         |                                                                                 |         |                                                                              |         |
| 4×100 m              | Rusland Vladislav Kozlov Elisei Stepanov Maria Kameneva Arina Openysjeva | 3.30,30 | Verenigd Koninkrijk Duncan Scott Martyn Walton Darcy Deakin Georgia Coates      | 3.32,65 | Duitsland Alexander Lohmar Leonie Kullmann Katrin Gottwald Konstantin Walter | 3.33,74 |
| Wisselslagestafette  |                                                                          |         |                                                                                 |         |                                                                              |         |
| 4×100 m              | Rusland Maria Kameneva Anton Tsjoepkov Danila Pachomov Arina Openysjeva  | 3.49,53 | Verenigd Koninkrijk Luke Greenbank Charlie Attwood Amelia Clynes Georgia Coates | 3.52,03 | Duitsland Maxine Wolters Leo Schmidt Johannes Tesch Katrin Gottwald          | 3.54,27 |

### Medaillespiegel
| Plaats | Land                | NOC    | Goud | Zilver | Brons | Totaal |
| ------ | ------------------- | ------ | ---- | ------ | ----- | ------ |
| 1      | Rusland             | RUS    | 23   | 7      | 12    | 42     |
| 2      | Verenigd Koninkrijk | GBR    | 7    | 7      | 9     | 23     |
| 3      | Duitsland           | GER    | 3    | 4      | 6     | 13     |
| 4      | Frankrijk           | FRA    | 2    | 1      | 3     | 6      |
| 5      | Oostenrijk          | AUT    | 2    | 1      | 0     | 3      |
| 6      | Italië              | ITA    | 1    | 9      | 0     | 10     |
| 7      | Nederland           | NED    | 1    | 5      | 0     | 6      |
| 8      | Litouwen            | LTU    | 1    | 1      | 0     | 2      |
| 9      | Oekraïne            | UKR    | 1    | 0      | 2     | 3      |
| 10     | Israël              | ISR    | 1    | 0      | 0     | 1      |
| 11     | Spanje              | ESP    | 0    | 2      | 2     | 4      |
| 12     | Polen               | POL    | 0    | 1      | 2     | 3      |
| 13     | Griekenland         | GRE    | 0    | 1      | 1     | 2      |
| 13     | Hongarije           | HUN    | 0    | 1      | 1     | 2      |
| 15     | Kroatië             | CRO    | 0    | 1      | 0     | 1      |
| 15     | Wit-Rusland         | BLR    | 0    | 1      | 0     | 1      |
| 17     | Denemarken          | DEN    | 0    | 0      | 3     | 3      |
| 18     | Servië              | SRB    | 0    | 0      | 1     | 1      |
| Totaal | Totaal              | Totaal | 42   | 42     | 42    | 126    |